# Palpiphitime lobifera
Palpiphitime lobifera är en ringmaskart som först beskrevs av Oug 1978.  Palpiphitime lobifera ingår i släktet Palpiphitime och familjen Dorvilleidae. Arten är reproducerande i Sverige. Inga underarter finns listade i Catalogue of Life.